# 조엘 더글러스
조엘 앤드루 더글러스(Joel Andrew Douglas, 1947년 1월 23일 ~ )는 미국의 영화 프로듀서이다.

## 생애
조엘 더글러스는 캘리포니아주 로스앤젤레스에서 미국의 벨라루스 출신 유대인 배우인 커크 더글러스와 버뮤다 출신 배우인 다이애나 더글러스 부부의 둘째 아들로 태어났다. 1970년대와 1980년대에 걸쳐 여러 편의 영화를 제작하는 한편 그의 아버지, 형과 함께 연기를 담당했다. 영화 《나일의 대모험》, 《로맨싱 스톤》에서는 감독을 담당했고 영화 《뻐꾸기 둥지 위로 날아간 새》, 《더글라스 패밀리》에서는 제작을 담당했다.
조엘 더글러스는 4차례에 걸쳐 결혼했다. 1번째 아내인 수전 조겐슨과는 1968년에 결혼했으며 1973년에 이혼했다. 2번째 아내인 주디스 코소와는 1975년에 결혼했고 1981년에 이혼했다. 3번째 아내인 퍼트리샤 리드더글러스와는 1986년에 결혼했으며 2002년에 이혼했다. 4번째 아내인 조 앤 새빗과는 2004년에 결혼했고 2013년에 사별했다.